# 中野浩 (青森市長)
中野 浩（なかの こう、1876年（明治9年） - 没年不明）は日本の政治家。青森県青森市長。

## 来歴
青森県中津軽郡弘前に生まれる。青森県立弘前中学校（現・青森県立弘前高等学校）を経て、明治大学法科を卒業する。卒業後は台湾総督府官吏となったが、短期間で辞職した。その後は、時事新報、東京毎日新聞の各記者を経て、東京市に入り、赤坂（1920年4月から1925年8月まで）、深川（1925年8月1日から1926年8月7日まで）の各区長を務めた。
1926年、青森市長に就任。在任中に東津軽郡滝内村と造道村の一部を編入。練兵場の移転と青森港の拡張問題には苦慮した。1930年に市長を退任。東京に戻り、碑衾町最後の町長（1931年10月17日から1932年9月30日まで）を務めた後に淀橋（1932年10月1日から1933年11月2日まで）、板橋（1933年11月から1934年6月まで）の各区長を務めた。